# 生活協同組合コープみらい
生活協同組合コープみらい（せいかつきょうどうくみあいコープみらい）は、東京都、埼玉県、千葉県を活動地域とする生活協同組合（生協）である。コープデリに加盟。本部は埼玉県さいたま市南区に置かれている。

## 概要
2013年（平成25年）3月21日、コープネット事業連合（現在のコープデリ）に加盟する生活協同組合ちばコープ・生活協同組合さいたまコープ・生活協同組合コープとうきょうの3者が組織合同する形で発足。存続法人はさいたまコープ。
この合併により、発足時点では日本最大の生協となることになった。また、コープネット事業連合の供給高のうち約70%を占める圧倒的な中核組合となることになった。
組合員数3,027,358人、資本金668億円（2014年3月20日現在）。

## 年表
- 2013年（平成25年）
  - 3月21日 - ちばコープ、さいたまコープ、コープとうきょうが合併し、コープみらいが発足[1][2]。
  - 4月5日 - 千葉県で移動販売を開始[6][7]。
- 2014年（平成26年）8月1日 - 首都圏初の生協運営となるサービス付き高齢者向け住宅「コープみらいえ」を開設[8]。

## 店舗

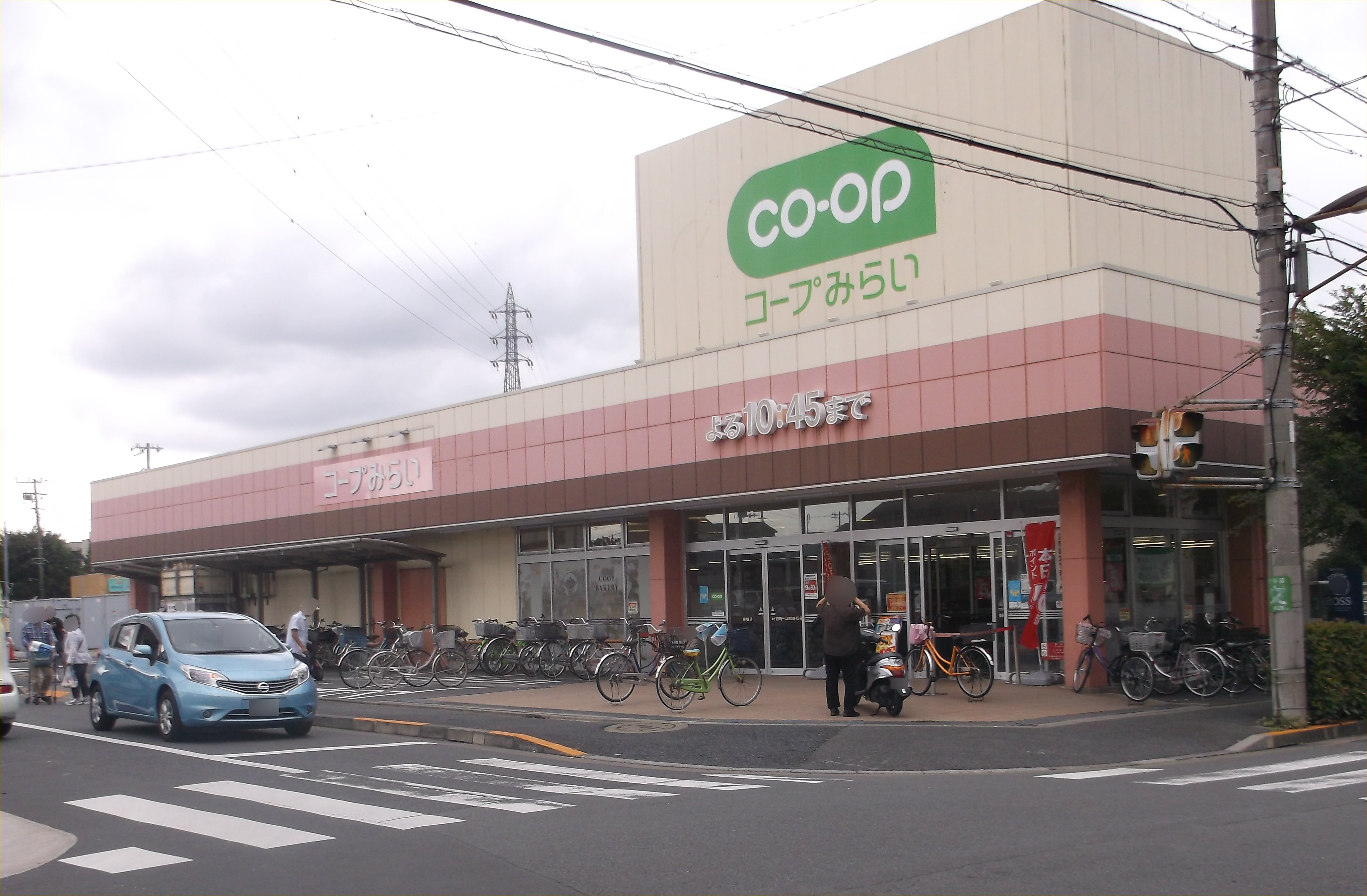
コープみらい花畑店（東京都足立区）

134店舗（コープ店舗60、ミニコープ店舗74）

## 店舗以外の事業
- 移動販売[6]
- 夕食宅配[9]
- サービス付き高齢者向け住宅[8]